# 世界最長的5分鐘
《世界最長的5分鐘》（中国大陆又译作）是一款日式电子角色扮演游戏，由日本一软件和SyuPro-DX开发，日本一软件于2016年7月在日本PlayStation Vita首发。游戏2018年2月通过Steam在Windows平台发行，并在欧美任天堂Switch游戏机上发行。游戏采用了的8-bit像素画。